# ヴィクトル・トロコンスキー
ヴィクトル・アレクサンドロヴィチ・トロコンスキー（ロシア語: Виктор Александрович Толоконский、Viktor Aleksandrovich Tolokonskii、1953年5月27日 - ）は、ロシアの政治家。シベリア連邦管区大統領全権代表、クラスノヤルスク地方知事、ノヴォシビルスク市長補佐官などを歴任した。

## 来歴
1974年ノヴォシビルスク国民経済大学（現在のノヴォシビルスク経済・行政大学）を卒業する。1978年ノヴォシビルスク大学を修了している。1978年から1981年まで、母校のノヴォシビルスク大学、ノヴォシビルスク国民経済大学で教壇に立ち政治経済学を教えている。1981年から1991年まで、ノヴォシビルスク州で地域計画委員会議長、計画・経済管理総局次長などの官職を歴任した。
この間、1978年にソ連共産党に入党している（1991年離党）。
1991年ノヴォシビルスク市副市長を経て、1993年から1999年までノヴォシビルスク市長。この間、1994年ノヴォシビルスク市議会議長、シベリアおよび極東市長会会長に選出。1996年3月ノヴォシビルスク市長に再選される。1997年5月ロシア地方政策評議会議員。1998年ロシア連邦大統領付属地方自治評議会議員。
1999年12月ノヴォシビルスク州知事に選出される。知事就任に伴い、2000年2月16日からロシア連邦議会上院連邦会議議員に選出された。ロシア都市同盟副議長。2005年10月11日、与党統一ロシア総評議会幹部会員に選出されている。
2007年7月8日、ウラジーミル・プーチン大統領によって知事に再び任命された。任期は5年。
2002年からロシア連邦議会下院国家会議議員。
2007年7月12日、ノヴォシビルスク州議会は、トロコンスキーが知事に任命されたことを受けて知事に承認した。
2010年9月9日、ドミートリー・メドヴェージェフ大統領は、トロコンスキーのノヴォシビルスク州知事解任とシベリア連邦管区大統領全権代表に任命する大統領令に署名した。また、トロコンスキーの後任にはヴァシーリー・ユルチェンコ第一副知事が昇格した。2017年9月に州知事を退任。
私生活では、夫人との間に二男を儲けている。